# Ада Скељанска
Ада Скељанска је шума и речно острво на реци Сави.

## Географија подручја
Скељанска ада име је добила по истоименом насељу Скела, које се налази у општини Обреновац. Налази се на крајњем западу града Београда, а наспарам ње, западније преко реке Саве, налази се насеље Купиново. Од центра Београда је удаљена око 46 km.

## Карактеристике подручја
На подручју Аде Скељанске налази се велики број различитих дрвећа и то углавном тополе, јасена и, а у нешто мањем броју јавора. Ада Скељанска је станиште многих дивљих животиња, као и ретких врста птица. Острво није насељено, привлачи велики број риболоваца, а током летње сезоне купаче из локалних насеља.